# Englische Badmintonmeisterschaft 1986
Die Englische Badmintonmeisterschaft 1986 fand vom 4. bis zum 5. Februar 1986 im Woking Leisure Centre in Woking statt. Es war die 23. Austragung der nationalen Titelkämpfe von England im Badminton.	

## Titelträger
| Disziplin    | Gold                       | Silber                        |
| ------------ | -------------------------- | ----------------------------- |
| Herreneinzel | Darren Hall                | Steve Butler                  |
| Dameneinzel  | Helen Troke                | Fiona Elliott                 |
| Herrendoppel | Nigel Tier Andy Goode      | Mike Brown Richard Outterside |
| Damendoppel  | Helen Troke Gillian Gowers | Cheryl Cooke Wendy Massam     |
| Mixed        | Nigel Tier Gillian Gowers  | Mike Brown Barbara Sutton     |

## Finalresultate
| Disziplin    | Sieger                     | Finalist                      | Ergebnis          |
| ------------ | -------------------------- | ----------------------------- | ----------------- |
| Herreneinzel | Darren Hall                | Steve Butler                  | 15–5, 9–15, 18–17 |
| Dameneinzel  | Helen Troke                | Fiona Elliott                 |                   |
| Herrendoppel | Nigel Tier Andy Goode      | Mike Brown Richard Outterside |                   |
| Damendoppel  | Helen Troke Gillian Gowers | Cheryl Cooke Wendy Massam     |                   |
| Mixed        | Nigel Tier Gillian Gowers  | Mike Brown Barbara Sutton     |                   |